# Shahdol
Shandol est une ville indienne située dans le district de Shahdol et dans l’État du Madhya Pradesh. En 2011, sa population était de 86 681 habitants.

## Traduction
- (en) Cet article est partiellement ou en totalité issu de l’article de Wikipédia en anglais intitulé « Shahdol » (voir la liste des auteurs).